# Maritzburg United Football Club
El Maritzburg United es un club de fútbol de Sudáfrica, de la ciudad de Pietermaritzburg. Fue fundado en 1979 y juega en la Primera División de Sudáfrica.

## Uniforme
- Uniforme titular: Camiseta, pantalón y medias azules.
- Uniforme alternativo: Camiseta, pantalón y medias amarillas.
- Sponsor: Lotto.

## Jugadores

### Plantilla
- = Lesionado de larga duración
- = Capitán

#### Altas y bajas 2020–21
| Altas               | Altas          | Altas             | Altas          | Altas        |
| Jugador             | Posición       | Procedencia       | Tipo           | Costo        |
| ------------------- | -------------- | ----------------- | -------------- | ------------ |
| Sebastian Mwange    | Portero        | Green Eagles      | Traspaso.      | No revelado. |
| Sibusiso Hlubi      | Delantero      | Polokwane City    | Traspaso.      | No revelado. |
| Riyaaz Ismail       | Defensa        | Real Kings        | Traspaso.      | No revelado. |
| José Alí Meza       | Delantero      | Mamelodi Sundowns | Traspaso.      | No revelado. |
| Phumlani Ntshangase | Centrocampista | Agente libre      | Libre.         | --           |
| Nathanaël Mbourou   | Centrocampista | CF Mounana        | Traspaso.      | No revelado. |
| Deolin Mekoa        | Centrocampista | Ajax Cape Town    | Fin de cesión. | --           |

| Bajas               | Bajas          | Bajas                        | Bajas                   | Bajas        |
| Jugador             | Posición       | Destino                      | Tipo                    | Costo        |
| ------------------- | -------------- | ---------------------------- | ----------------------- | ------------ |
| Richard Ofori       | Portero        | Orlando Pirates              | Traspaso.               | No revelado. |
| Tholang Masegela    | Centrocampista | Tshakhuma Tsha Madzivhandila | Traspaso.               | No revelado. |
| Phumlani Ntshangase | Centrocampista | Bidvest Wits                 | Fin de cesión.          | --           |
| Tebogo Tlolane      | Defensa        | Orlando Pirates              | Fin de cesión.          | --           |
| Gabriel Nyoni       | Centrocampista | Agente libre                 | Rescisión de contrato.  | --           |
| Deolin Mekoa        | Centrocampista | Agente libre                 | Fin de contrato.        | --           |
| Siyanda Xulu        | Defensa        | Agente libre                 | Rescisión de contrato.  | --           |
| Jeremy Brockie      | Delantero      | Mamelodi Sundowns            | Interrupción de cesión. | --           |

## Entrenadores
- Boebie Solomons (?-junio de 2005)[28]
- Ian Palmer (?-julio de 2008)[29]
- Gordon Igesund (?-noviembre de 2009)[30]
- Salie Adams (interino- noviembre de 2009)[30]
- Ernst Middendorp (noviembre de 2009-marzo de 2011)[31][32][33]
- Ian Palmer (interino- marzo de 2011-mayo de 2011/mayo de 2011-enero de 2012)[33][34]
- Ernst Middendorp (enero de 2012-octubre de 2013)[35][36]^
- Clinton Larsen (octubre de 2013-enero de 2014)[37][38]
- Steve Komphela (enero de 2014-junio de 2015)[39][40]
- Mandla Ncikazi (julio de 2015-septiembre de 2015)[41][42]
- Fadlu Davids (interino- septiembre de 2015)[42]
- Clive Barker (septiembre de 2015-diciembre de 2015)[43][44]
- Fadlu Davids (interino- diciembre de 2015)[45]
- Ernst Middendorp (diciembre de 2015-noviembre de 2016)[46][47]
- Fadlu Davids (interino- noviembre de 2016-enero de 2017)[47][48]
- Roger de Sa (enero de 2017-marzo de 2017)[48][49]
- Fadlu Davids (interino- marzo de 2017-junio de 2017/junio de 2017-diciembre de 2018)[49][50][51]
- Muhsin Ertuğral (diciembre de 2018-enero de 2019)[52][53]
- Eric Tinkler (enero de 2019-noviembre de 2020)[54][55]
- Delron Buckley (interino- noviembre de 2020)[56]
- Ernst Middendorp (noviembre de 2020-presente)